# 社港鎮
社港鎮（しゃこうちん）は中華人民共和国湖南省長沙市瀏陽市の鎮。

## 行政区画
- 周洛村
- 丹霞村
- 石牛村
- 淮洲村（2015年、淮洲村、高寿村が合併し、現在の淮州村が発足。）
- 永興村
- 瀏北村
- 源田村
- 合盛村
- 清江村（2015年、清江村、清源村が合併し、現在の清江村が発足。）
- 社港社区
- 鎮北社区（2015年、鎮北社区、匯源村が合併し、現在の鎮北社区が発足。）
- 新光社区（2015年、新光社区、竜華村が合併し、現在の新光社区が発足。）[3]

## 経済

### 名物・特産品
- イネ

## 地理
社港镇は瀏陽市の北部に位置し、北及び北東は平江県・長沙県と、東及び南東は古港鎮と、南西は竜伏鎮・沙市鎮とそれぞれ接している。
- 河川：瀏陽河
- ダム湖：関山水庫
- 山：竜頭尖（標高653.9メートル）、山頭尖（標高351メートル）

## 教育
- 社港中学

## 交通

### 道路
- 高速道路：平汝高速道路
- 国道：G106

## 観光
- 周洛風景区
- 周洛飛瀑漂流